# Bromskirchen
Bromskirchen település Németországban, Hessen tartományban. Lakosainak száma 1931 fő (2022. december 31.).

## Népesség
A település népességének változása:
| Lakosok száma | 1925 | 1932 | 1917 | 1931 |
|               | 2017 | 2019 | 2021 | 2022 |